# Бакштовский сельсовет (Ивьевский район)
Бакштовский сельсовет — административная единица на территории Ивьевского района Гродненской области Белоруссии. Административный центр — деревня Бакшты.

## Состав
Бакштовский сельсовет включает 44 населённых пункта:
- Бакуново 1 — деревня.
- Бакуново 2 — деревня.
- Бакшты — деревня.
- Барсуки — хутор.
- Белый Берег — деревня.
- Борисовка — деревня.
- Войниловщина — хутор.
- Вольдики — деревня.
- Вялые — хутор.
- Грабово — деревня.
- Гуденяты — деревня.
- Гудишки — деревня.
- Деверги — деревня.
- Довнары — деревня.
- Заберезь — деревня.
- Завои — хутор.
- Замошье 1 — деревня.
- Замошье 2 — деревня.
- Зубовичи — деревня.
- Каменная Слобода — хутор.
- Круглый Бор — хутор.
- Кукшин — деревня.
- Мылево — хутор.
- Наусть — хутор.
- Новинки — деревня.
- Новое Козиново — деревня.
- Осигиры — хутор.
- Островцы — деревня.
- Поташня — деревня.
- Пацевичи — деревня.
- Перучь I — хутор.
- Перучь II — хутор.
- Петухово — хутор.
- Посоли — хутор.
- Расолишки — деревня.
- Сматра — хутор.
- Старое Козиново — хутор.
- Сухой Борок — хутор.
- Сябрынь I — хутор.
- Сябрынь II — хутор.
- Химры — хутор.
- Шашки — хутор.
- Щучий Бор — хутор.
- Ягодень — деревня.

## Производственная сфера
- СПК «Лелюкинский»
- СПК «Эйгерды»
- Лесозаготовительный цех ОАО «Мостовдрев»
- Бакштовское лесничество
- Расолишское лесничество
- МЦ «Продакшн»
- КФХ «Бакштанское»

## Социальная сфера
Образование — УПК д/с-СШ, БШ, ДС.
Медицина — амбулатория, участковая больница, ФАП, аптечный киоск.
Культура — СДК, сельская библиотека, сельский клуб-библиотека.

## Памятные места
Воинские захоронения:
- Братские могилы д. Бакшты, д. Белый Берег
- Могила в д. Белый берег
- Место массового уничтожения жителей д. Белый Берег

## Достопримечательности
- Церковь Святого великомученика Целителя Пантелеймона
- Каплица д. Бакшты
- Памятный знак отряду "Славный". Открыт 16 ноября 2023 года в деревне Ягодень[1]. Заложена Аллея памяти.